# Godarville
Ne doit pas être confondue avec la commune française de Goderville.
Godarville (en wallon Godârvile) est une section de la commune belge de Chapelle-lez-Herlaimont située en Région wallonne dans la province de Hainaut.
Initialement hameau de Gouy-lez-Piéton, Godarville était une commune à part entière, depuis 1866, jusqu'à la fusion des communes de 1977.

## Toponymie

### Godarville
Le nom de la localité est attesté sous la forme Godartville en 1777.
Il s'agit d'une formation toponymique médiévale en -ville au sens ancien de « domaine rural » (latin : villa rustica), précédé d'un anthroponyme germanique comme dans la plupart des cas pour ce type toponymique. Il s'agit ici de Godhardus (comprendre Godhard, la désinence -us correspondant au latin médiéval des chartes et autres textes).
Le nom est devenu patronymique sous la forme Godard et est très fréquent en Belgique et en France. À noter qu'il était quasi inexistant au sud d'une ligne passant par la Garonne et au-dessous de Lyon avant la Seconde Guerre mondiale.
Il existe une homonymie avec la commune française de Goderville (Normandie, Godarvilla XIIe siècle).

## Géographie

### Localisation
Godarville est un village de la province du Hainaut, situé entre deux villes : à l'ouest de Charleroi et au nord-est de La Louvière. 
Sa superficie est de 277,687 ha.

### Communes limitrophes
Godarville a quatre communes limitrophes différentes :
| Seneffe | Seneffe                 | Gouy-lez-Piéton         |
| Seneffe | Godarville              | Gouy-lez-Piéton         |
| Manage  | Chapelle-lez-Herlaimont | Chapelle-lez-Herlaimont |

### Hydrographie
Les cours d'eau de la localité appartiennent au bassin de la Sambre (rive gauche) et au bassin secondaire du Piéton (affluents de gauche). Ces ruisseaux sont au nombre de sept : 
- Le Piéton, affluent de gauche de la Sambre qui parcourt 670 m sur le territoire de Godarville, la rive droite se situe sur le territoire de Godarville, celle de gauche sur celui de Gouy-lez-Piéton ;
- Le ruisseau de Claire-Fontaine, affluent de gauche du Piéton, 1 440 m sur le territoire de Godarville, la rive gauche se trouve sur Godarville, la rive droite sur Chapelle-lez-Herlaimont ;
- Le ruisseau des Communes, dit du « pré Bastard », se jette dans le canal de Charleroi à Bruxelles par un caniveau de chute, d'une longueur totale de 1 265,5 m, entièrement situé à Godarville ;
- Le ruisseau du Champ Marrière, affluent de droite du ruisseau des Communes, d'une longueur totale de 878 m, entièrement situé à Godarville ;
- Le ruisseau de la Fontaine Frenois, affluent de droite du ruisseau des Communes, d'une longueur totale de 360,5 m, entièrement situé à Godarville ;
- Le ruisseau du Castia, se jette dans le canal de Charleroi à Bruxelles par un caniveau de chute, d'une longueur de 1 299 m, entièrement situé à Godarville ;
- Le ruisseau de Mahy-Pré, affluent de gauche du ruisseau du Castia, d'une longueur de 404 m, prend sa source à Manage.

### Climat
Le climat de la région de Godarville, analogue à celui de la région de La Louvière, est un climat tempéré océanique, comme pour l’ensemble de la partie occidentale de la Belgique, cela grâce à la proximité de l’océan Atlantique qui régule le temps grâce à l’inertie calorifique de ses eaux. Le climat peut être influencé par des zones humides et douces en provenance de l’océan, mais aussi par des zones sèches (chaudes en été et froides en hiver) en provenance de l’intérieur du continent européen.
| Mois                                    | J    | F   | M   | A   | M    | J    | J    | A    | S    | O    | N   | D   | Moyenne annuelle |
| --------------------------------------- | ---- | --- | --- | --- | ---- | ---- | ---- | ---- | ---- | ---- | --- | --- | ---------------- |
| Températures (°C) (sous abri, moyennes) | -0,4 | 2,7 | 6,4 | 8,5 | 12,9 | 17,7 | 20,6 | 16,9 | 14,3 | 11,2 | 6,9 | 0,2 | 9,8              |
| Précipitations (hauteur moyenne en mm)  | 36   | 100 | 49  | 54  | 66   | 72   | 78   | 76   | 70   | 70   | 66  | 46  | 783              |

### Hameaux

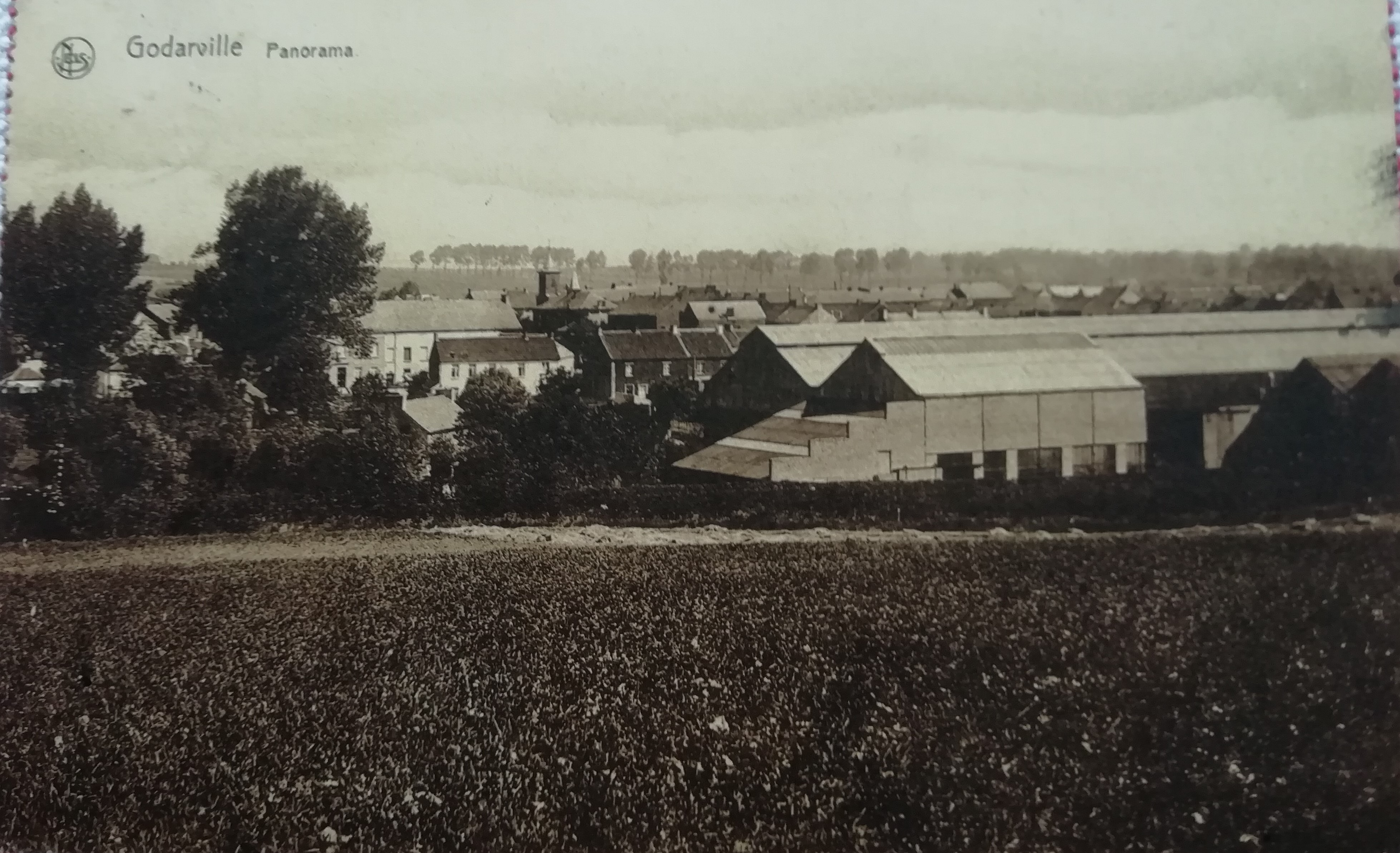
Panorama de Godarville vers 1925.

Les hameaux de la commune sont au nombre de quatre :
- La Bête refaite ;
- Le Bout du Monde ;
- Claire-Fontaine ;
- Lumechon.

### Lieux-dits
Liste des lieux-dits, :
- Barifosse
- Le Bonnier cornu
- Le Castia
- Champ d'en Haut
- Champ de Floreffe
- Champ Marrière
- Les Communes
- Closière d'Avay
- Closière des Greffes
- Coron d'en Bas
- Fossé à Marne
- L'Espinette
- L'Hermitage
- La Rouillée
- Grande Rouillée
- Petite Rouillée
- Pré de Floreffe
- Pré de Godarville
- Pré des Chevaux
- Pré du Chauffour
- Les Sablons
- Village de Godarville

## Évolution démographique
Avant 1866, il est malaisé de connaître le nombre exact d'habitants de Godarville, car sa démographie se confond avec celle de Gouy-lez-Piéton, dont Godarville était un hameau. Toutefois, un compte des droits de vénerie de 1521 recense 167 propriétaires à Gouy-lez-Piéton, dont 22 à Godarville. En 1848, la population de Godarville atteint 1 400 à 1 500 habitants.
- Sources : INS, Rem. : 1831 jusqu'en 1970 = recensements, 1976 = nombre d'habitants au 31 décembre.

## Histoire

### Préhistoire, période gallo-romaine, période franque
La préhistoire a laissé quelques traces sur le territoire de Godarville. En juillet 1883, lors du creusement du canal Charleroi-Bruxelles, des ouvriers découvrent plusieurs vestiges de l'époque moustérienne, tels que des fragments de défense de mammouth, des ossements de rhinocéros laineux, de cheval et de cerf. De la période gallo-romaine, des sépultures, de type « tombes à incinération » sont mises au jour à l'écart des habitations. L'examen des cartes anciennes invite à considérer l'actuelle rue de Nivelles et la rue de Lumechon, comme des vestiges d'un diverticulum (voie romaine secondaire) de la chaussée romaine de Bavay à Cologne. Ensuite, à la faveur de la forêt charbonnière couvrant la région, les Francs s'établissent de bonne heure sur les hauteurs et dans la vallée ouest de Gouy-lez-Piéton, dans ce que l'on nomme par la suite « bois de Gouy et de Godarville ». Les vestiges d'un vaste cimetière franc découverts lors de la construction du nouveau souterrain du canal, attestent du séjour prolongé des Francs sur cette partie occidentale du territoire de Gouy.

### Moyen Âge et Temps modernes

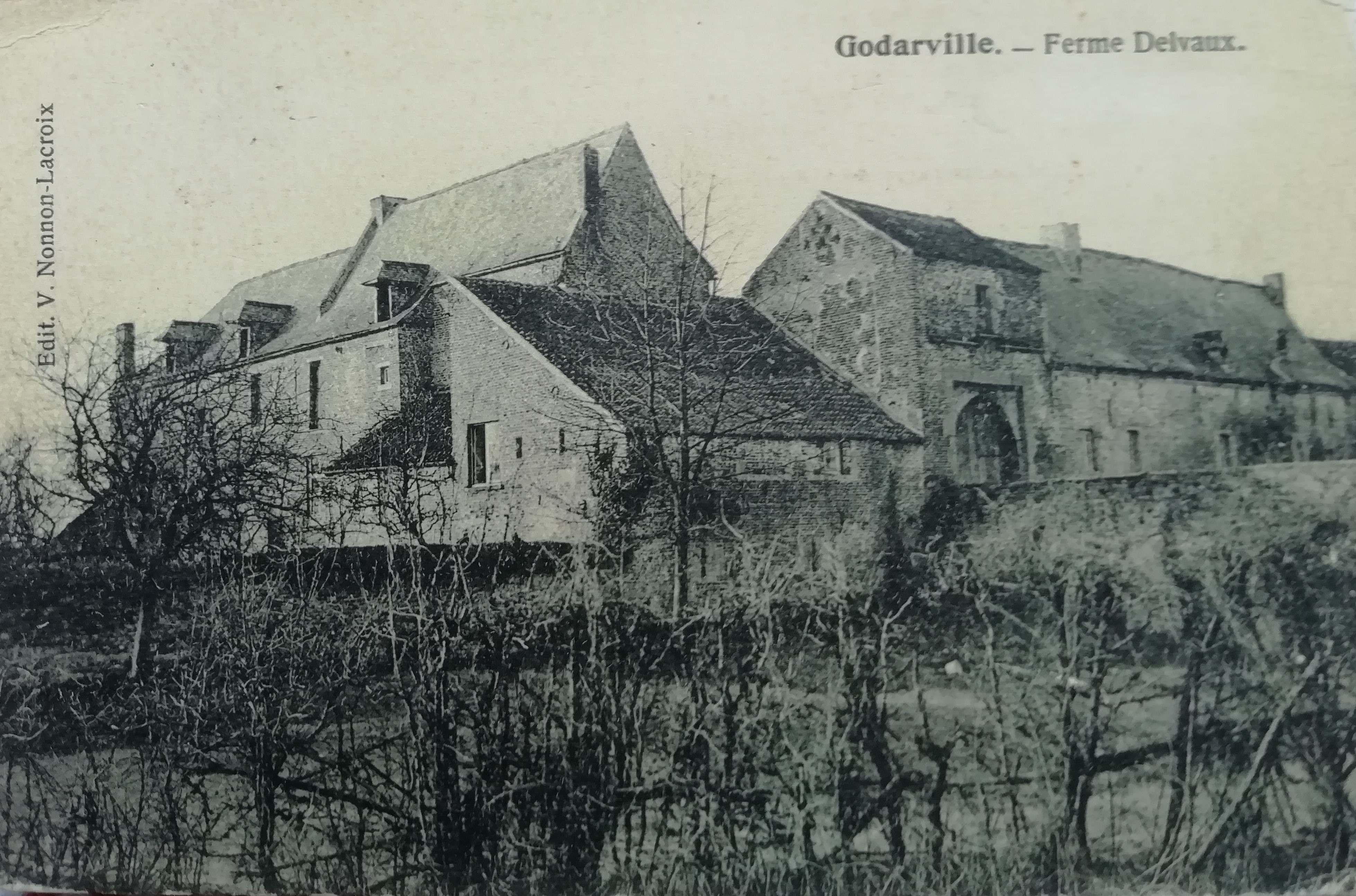
Godarville - Le Castia (château-ferme) vers 1930.

L'histoire de Godarville, hameau de Gouy-lez-Piéton, se confond logiquement avec celle de ce village. À l'instar de ses 71 consœurs des doyennés de Walcourt, Fleurus et Binche, la paroisse de Gouy est tenue de participer annuellement à la fête de Saint-Marc. C'est le 25 avril 980 qu'apparaît pour la première fois, dans les écrits, le nom de Gouy (Gaudiacus), cité comme paroisse récalcitrante par un décret de Notger, prince-évêque de Liège. De ses origines à 1559, la paroisse de Gouy relève du diocèse de Liège. À partir de 1559 - et ce jusqu'en 1803 - Gouy relève du diocèse de Namur.
« Le Castia », également appelé « Le château van der Beken », présente des restes archéologiques du XVe siècle. Il aurait possédé un gibet seigneurial. Converti en ferme, il conserve actuellement (en 2022) son aspect seigneurial. Un écusson en pierre bleue est gravé sur le dessus de la porte d'entrée. Il représente les armoiries de la famille van der Beken et porte cette inscription : « N'espoir qu'en Dieu, 1698. » À l'origine, le château comprenait un pont-levis, sept tourelles avec créneaux, une chapelle, une prison et un pilori. Lors de sa reconstruction au XVie siècle, sont mis au jour des vestiges tels que chapiteaux, meneaux de fenêtres, fût de colonne…. Le Castia est fréquemment cité dans les relations des campagnes militaires de Louis XIV. Au nord-ouest du Castia, existe un ermitage, occupé par Frère Henri Wauquez, s'adonnant à la menuiserie en 1710.

### Époque contemporaine

#### Bataille de Waterloo
Le 18 juin 1815, après la déroute française qui suit la bataille de Waterloo, quelques fuyards cherchent à gagner leur patrie. En traversant Godarville, ils y sont dépouillés de leurs valeurs et de leurs vêtements par la population, dont la cruauté envers les vaincus est devenue légendaire. Il était aisé aux paysans munis de faux et de fusils d'attaquer les fuyards, voire de les mettre à mort en cas de résistance. Il leur était aussi facile de les héberger avant de les assassiner durant la nuit afin de s'emparer de leurs bijoux. Ces faits valent durant des décennies aux habitants de Godarville le surnom wallon de « mourdreux » (meurtriers). En 1832, lors du siège de la citadelle d'Anvers, des officiers français passant à Fayt s'enquièrent de la distance qui les sépare de Godarville, avançant qu'ils ont « un compte à régler avec les habitants de Godarville ». Jugeant le lieu trop éloigné, ils renoncent à leur projet.

#### L'indépendance de Godarville

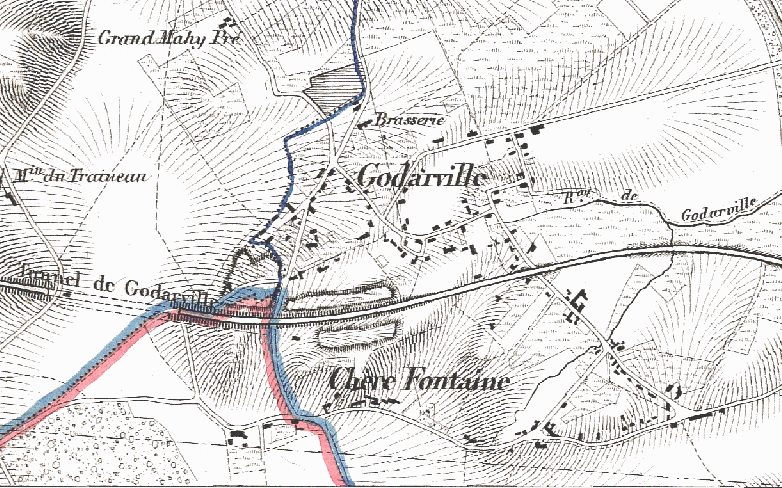
Godarville, alors hameau de Gouy-lez-Piéton en 1850 (carte Vandermaelen).

Le hameau de Godarville est jusqu'en 1866 un hameau de Gouy-Lez-Piéton. Trois demandes successives de la part des Godarvillois sont nécessaires pour obtenir l'indépendance de leur hameau.
- Première demande : la première demande d'indépendance date du 28 janvier 1848. Une commission, composée de huit membres, est créée à cet effet. Les motifs avancés sont d'ordre démographique, géographique, administratif et religieux. Une grande distance sépare les deux églises (3 984 mètres). La population de Godarville comprenant de 1 400 à 1 500 habitants. Les chemins godarvillois sont en mauvais état, sans offrir d'accès à la gare de Gouy-lez-Piéton. Si quelques mètres sont pavés, c'est avec le rebut de pavés de marne de la commune. Une très minime partie est constituée de pavés de granit ou grès sauvage interdits sur les chemins. Des difficultés existent dans le rapport avec l'administration communale pour l'inscription des naissances, des décès, des enfants pauvres qui fréquentent l'école communale, rapport pour les mariages civils et pour obtenir le secours du bureau de bienfaisance. La prépondérance dans le conseil communal et dans le Bureau de bienfaisance engendre que les intérêts des habitants de Godarville sont presque toujours sacrifiés. Gouy-lez-Piéton possède deux belles écoles, où les garçons et les filles sont séparés, tandis que Godarville a pour école une ancienne salle de danse (salon Léopold Marcq). Garçons et filles se côtoient et, en guise de cour de récréation utilisent la place publique. Si à Gouy, un presbytère et une belle maison de vicaire existent, aucun bâtiment de ce type n'est présent à Godarville. Enfin, les ressources de la commune de Gouy sont d'environ 13 000 francs, le Bureau de bienfaisance dispose d'un revenu annuel de 7 000 francs environ. Comme le partage doit se faire selon la loi communale, cela donnerait à la nouvelle commune la possibilité de s'administrer facilement seule. La requête est présentée au conseil communal le 26 avril 1848. Cette demande est estimée, à l'unanimité, irrecevable.[14].

- Deuxième demande : les habitants reformulent leur demande le 26 juin 1858 et déposent la requête au conseil provincial. La requête porte 56 signatures. Cependant, 28 signatures sont fausses, irrecevables ou d'une personne non concernée. Le conseil provincial, après sa délibération du 19 août 1858, ne donne pas satisfaction aux Godarvillois. La commune de Gouy-lez-Piéton s’engage à mener les actions suivantes pour satisfaire les Godarvillois : la création d'un cimetière, d'un presbytère et de salles d'école, ainsi que le pavage des chemins. Seul le cimetière est réalisé en 1860[14].

- Troisième demande : les Godarvillois, estimant être ignorés, déposent nouvelle une requête, cette fois, auprès du roi. À la suite de cette demande, le hameau des « Culots » dépose une requête pour être annexé par le village de Godarville en cas d'indépendance. Le 31 mai 1864 le conseil communal de Gouy-lez-Piéton vote, à l'unanimité, la séparation du hameau de Godarville. Cependant, le hameau des « Culots » n'obtient pas gain de cause et demeure dépendant de la commune de Gouy. Les 16 juin et 18 juillet 1864, l’arrondissement de Charleroi reconnaît le bien fondé des demandes des Godarvillois. Charles Rogier, ministre de l'Intérieur, dépose à la chambre des représentants, le 14 mars 1866, un projet de loi ayant pour objet la séparation du hameau de Gouy-lez-Piéton. Le 12 avril suivant, la chambre vote à l'unanimité le projet de loi. Le projet est transmis au Sénat et après délibérations, celui-ci vote, le 3 mai suivant, le projet de loi par 32 voix pour contre deux. La loi actant l'érection de la commune est promulguée le 7 mai 1866 et publiée au Moniteur Belge le 9 mai 1866 suivant[14].

#### Situation économique à la fin du XIXè siècle
- Agriculture : à la fin du XIXe siècle, Godarville est essentiellement une commune agricole. Les cultivateurs produisent des céréales, pommes-de-terre, betteraves et de la luzerne. Les fermiers commencent à employer des instruments agricoles perfectionnés, tels que les batteuses ou les charrues doubles. La valeur des terres agricoles a diminué dans les années 1890. Les meilleures terres sont situées aux lieux-dits Les Champs d'en Haut et à la Fosse à Marne (sud du village), les plus mauvaises à La Rouillée (Grande Rouillée et Petite Rouillée). On compte neuf fermes où l'on cultive une superficie comprise entre 6 et 40 ha. La commune comprend 50 chevaux, 100 bêtes à cornes et 250 porcs[15].

- Commerce et industrie : le commerce est peu important, il concerne essentiellement la vente de produits agricoles et des objets de première nécessité. La localité abrite trois brasseries, dont une à vapeur. On ne compte qu'une seule industrie : une fonderie[15]. Tout au long du XIXe siècle et au début du XXe siècle, beaucoup de chefs de ménage, sont employés dans les charbonnages des localités voisines[16], principalement aux charbonnages de Bascoup (à Chapelle-lez-Herlaimont) et dans les fosses de Morlanwelz[17]. En 1874, l'administration communale délivre 27 livrets d'ouvriers à des enfants - parmi lesquels neuf filles -, dont l'âge varie de dix à treize ans[18].

- Communications : on ne compte ni route de l'État, ni route provinciale, seuls des chemins vicinaux sillonnent la commune. Le canal de Charleroi à Bruxelles est transformé en canal à grande section en 1885. La nouvelle station de chemin de fer est ouverte en 1881. Un bureau de poste est installé en 1870[19].

#### Première Guerre mondiale

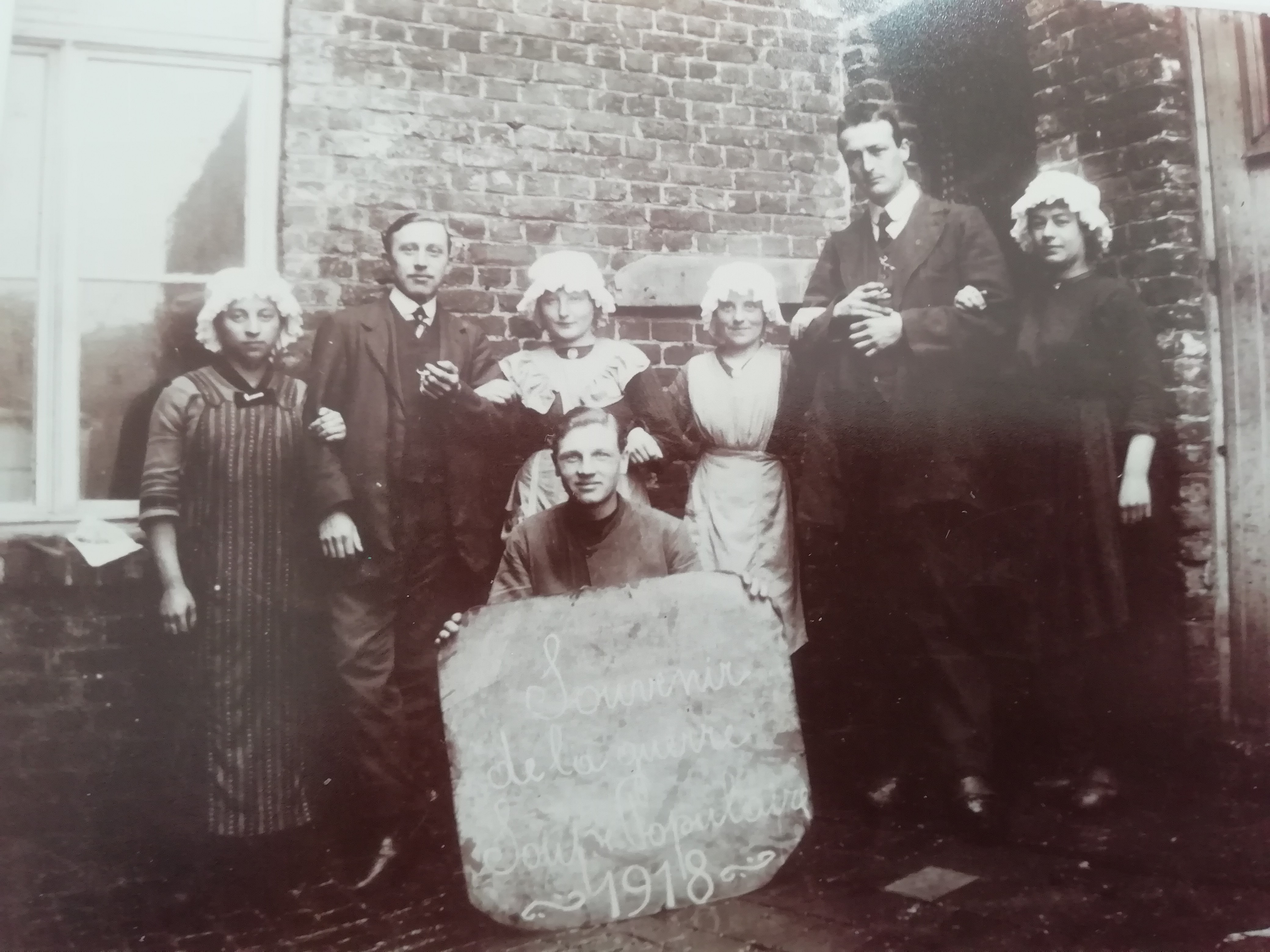
Soupe populaire à Godarville en 1918.

Si Godarville n'a pas été un lieu de bataille durant la Première Guerre mondiale, le problème majeur réside dans l'approvisionnement de la population qui se pose dès les premiers mois du conflit. Un magasin communal est installé et propose des vivres de première nécessité. En 1916, le conseil communal crée l'œuvre du « Repas scolaire » qui coexiste aux côtés de « La soupe scolaire », de « L'œuvre communale des nourrissons » et de « Le coin de terre », cette dernière œuvre permet aux habitants la possibilité de cultiver une parcelle de terre. Ces actions caritatives requièrent de contracter des emprunts successifs. En outre, Godarville accueille 80 réfugiés.
L'occupation allemande exige des réquisitions de cuivre, d'étain, de paille et de fourrage, ainsi que de logements. À l'issue du conflit, en 1918, Godarville déplore la mort de sept soldats : Lucien Clignet, Oswald Clignet, Camille Decroyère, Victor Hombrouck, Alexis Lesaffre, Fernand Moreau et Omer Wasterlain.

#### Seconde Guerre mondiale

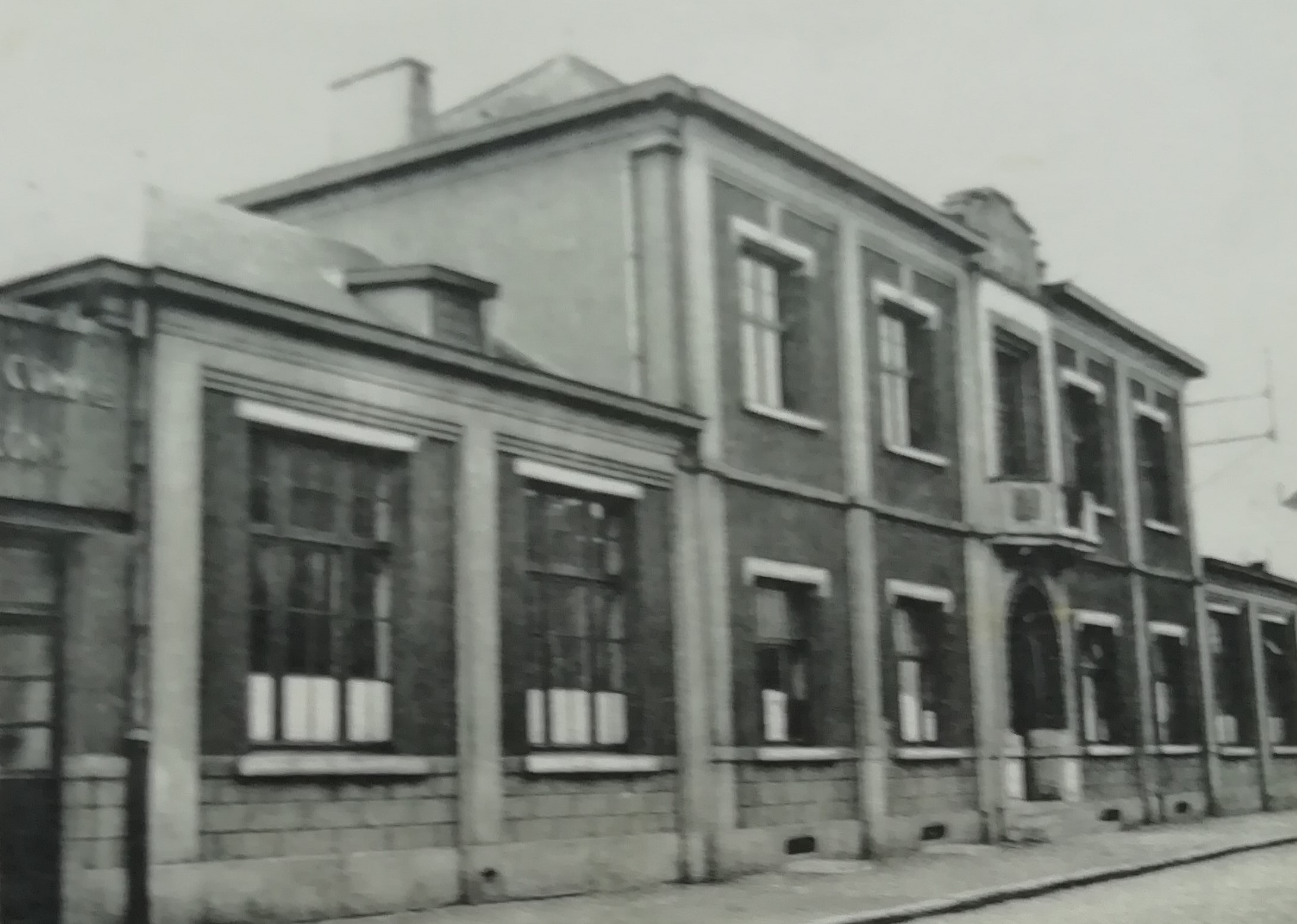
Godarville : maison communale et écoles vers 1936.

Dès les premiers jours du conflit, en mai 1940, Godarville et les villages voisins sont directement et rapidement confrontés à des conditions difficiles. La population, affolée, vit au rythme des alertes de bombardements qui frappent plusieurs maisons du village, non loin de la maison communale, des écoles, du presbytère et de l'église. Cette dernière est sérieusement endommagée le 15 mai. À l'instar de nombreux Belges, beaucoup de Godarvillois quittent la commune et prennent le chemin de l'exode vers la France.
Après la capitulation de l'armée belge du 28 mai 1940, 215 000 soldats sont retenus prisonniers et dirigés vers des camps en Allemagne : parmi eux, 35 Godarvillois sont envoyés en détention jusqu'en 1945. À Godarville, un « Comité d'aide aux prisonniers » est créé en 1941. Cette organisation apporte une aide concrète aux prisonniers de guerre, par exemple, en envoyant des colis, ainsi qu'une paire de chaussures à chaque Godarvillois retenu hors des frontières. Comme lors de la guerre de 1914-1918, la question du ravitaillement de la population se pose concrètement. Les autorités communales créent, dès le 14 juin 1940, un « Comité de secours et de ravitaillement », lequel selon un système de timbres accorde des denrées alimentaires ou de première nécessité.
Durant tout le conflit, des réquisitions s'opèrent à grande échelle dans le village. Les cultivateurs sont sommés de fournir des céréales panifiables, des porcs et des bovins, ainsi que du beurre et du sucre. Plusieurs cultivateurs, invoquant les vols et pillages dont ils ont été victimes, ne fournissent pas les importantes quantités de marchandises exigées. Les déclarations des surfaces cultivées sont souvent inférieures à la réalité. Cette sous évaluation permet le marché noir, également alimenté par les animaux élevés clandestinement. La circulation dans les campagnes est restreinte en raison des vols dans les cultures distantes des habitations. Le conseil communal interdit, dès le 4 août 1940, à toute personne non autorisée à circuler sur la voie publique de 23 h à 5 h. Seuls sont autorisés à circuler les médecins, sages-femmes, policiers en uniforme, les agents des chemins de fer. En 1943, les Allemands avancent l'heure du couvre-feu à 21 h.
En dépit de divers projets, aucun abri anti-aérien n'est construit à Godarville. Les bombardements des nœuds ferroviaires et des industries s'intensifiant dans la région en 1944, la population est invitée à creuser des tranchées individuelles au fond des jardins. Des tranchées à usage collectif sont finalement établies, mais leur état les rend, pour la plupart, impraticables dès la fin de l'année 1944. 
Le 4 septembre 1944, Godarville est libéré, mais l'avancée rapide des troupes américaines laisse çà et là des groupes de soldats allemands, dont certains opposent une résistance éphémère. Des bombes volantes V1 et V2 sont lancées en direction d'Anvers et de Liège. Certaines d'entre elles manquent leur cible et un de ces engins termine sa course à Godarville détruisant plusieurs maisons. Fin décembre 1944, débute la bataille des Ardennes qui prolonge le conflit jusqu'en janvier 1945. La capitulation de l'Allemagne le 8 mai 1945 permet le retour des prisonniers de guerre, mais le ravitaillement est maintenu durant de nombreux mois.

## Politique et administration
De 1867 à 1976, neuf bourgmestres - dont l'un exerce deux mandats non consécutifs -  se succèdent à la tête du conseil communal de Godarville.
| Bourgmestres         | Mandat    | Parti            |
| -------------------- | --------- | ---------------- |
| Joachim Castelain    | 1867-1869 | Parti libéral    |
| Henri Paulus         | 1869-1896 | Parti catholique |
| François Thomas      | 1896-1907 | Parti catholique |
| Charles Haroux       | 1908-1912 | Parti catholique |
| Edgard Seure         | 1912-1921 | Parti libéral    |
| Louis Lebrun         | 1921-1925 | Parti catholique |
| Egdard Seure         | 1925-1937 | Parti libéral    |
| Gaston Recloux       | 1937-1946 | Parti socialiste |
| Augustin Vanderbèque | 1946-1958 | Parti socialiste |
| René Rectem          | 1958-1976 | Parti socialiste |

## Équipements et services publics

### Enseignement

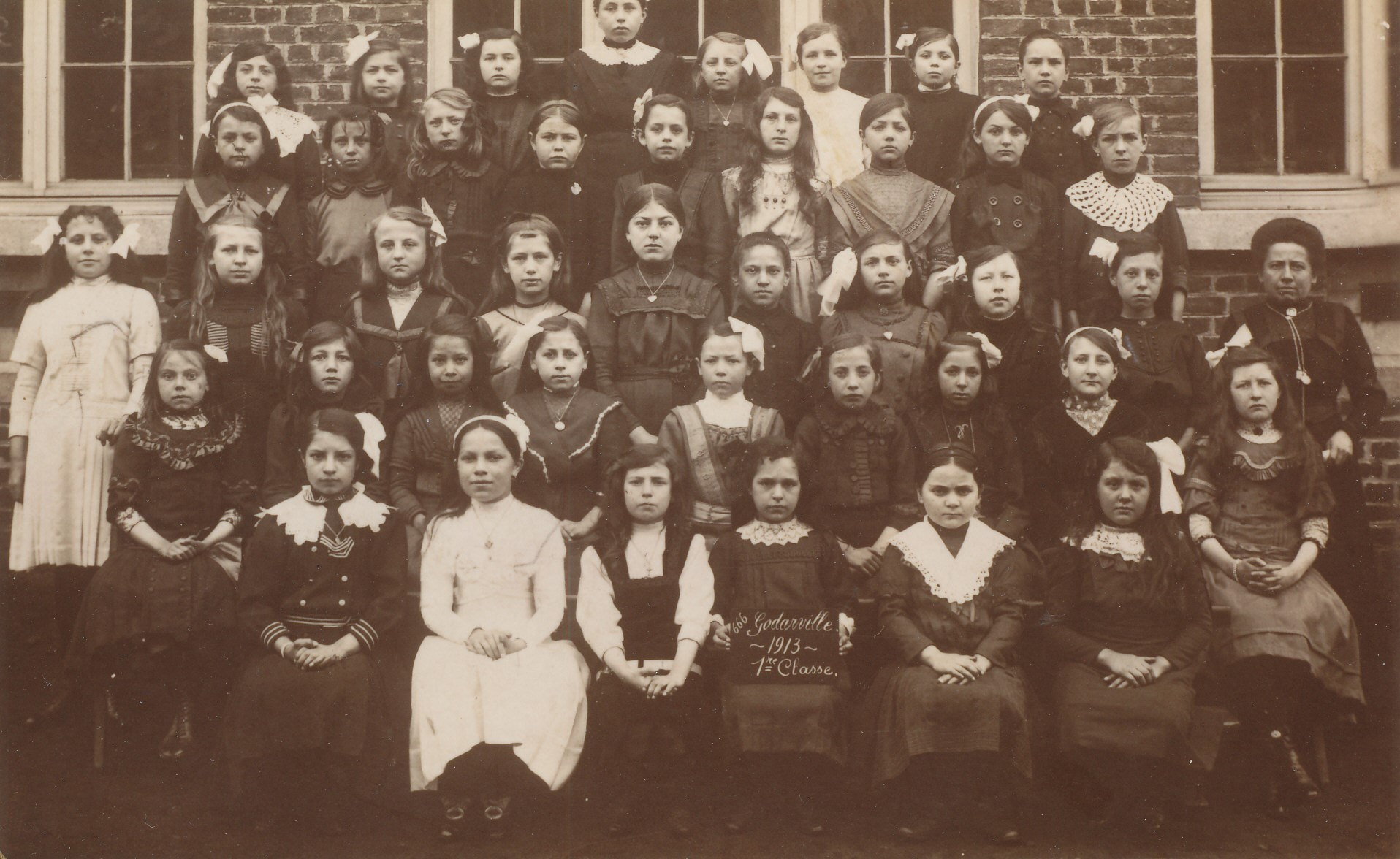
Classe primaire de Mme Fauconnier à Godarville en 1913.

ll existait déjà en 1784, une école au hameau de Godarville, distincte de celle de Gouy-lez-Piéton, tenue de novembre à avril par Nicolas Marcq. En 1841, le hameau de Godarville se dote d'une école à classe mixte unique dirigée par Florent Haveau, un berger qui a acquis à ses frais le mobilier scolaire installé dans une salle de danse au cœur du village (le salon Belle-Tête). Après la création de la commune de Godarville, en 1866, une première école primaire est construite en 1869 par l'entrepreneur Jules Garitte. Les nouveaux bâtiments, incluant quatre classes et deux logements pour l'instituteur et l'institutrice, accueillent, en 1870, 176 élèves. 
Une première école gardienne est créée en avril 1868. Cette institution privée, tenue par sœur Florentine, une religieuse, doit fermer ses portes après la loi scolaire de 1879 assurant l'hégémonie de l'État dans le choix des enseignants. C'est seulement en 1898 qu'est ouverte une nouvelle école privée rue de la Station, sous l'égide d'Esther Magritte, accueillant, dès son ouverture, 86 élèves. L'administration communale adopte cette école et installe, en 1912, sa classe unique dans le complexe scolaire primaire agrandi depuis peu. Une nouvelle école maternelle, plus vaste en raison de l'accroissement de la population occupant de nouveaux logements sociaux, est édifiée sur la place de l'Église en 1956.
Comme dans presque toutes les communes du royaume, des cours pour adultes sont organisés par l'administration communale de 1881 à 1934. Ces institutions sont essentiellement destinées aux ouvriers désirant entretenir ou étendre leurs connaissances, afin d'améliorer leur situation matérielle. Les cours s'adressent aux garçons et filles âgés d'au moins 14 ans ou travaillant dans les usines et les manufactures. Les cours sont dispensés le soir ou le dimanche, selon les divisions. Tandis que les leçons s'adressant aux filles sont supprimées en 1883, faute de participantes, les cours pour garçons se donnent jusqu'en 1934. En parallèle, Godarville est l'une des seules communes du royaume à dispenser des cours d'arboriculture de 1874 à 1884. Ils sont fréquentés par des Godarvillois et également par des élèves des villages voisins.
La commune de Godarville crée également une école industrielle, avec le concours de la province, en 1922. Les cours poursuivent l'objectif de donner « aux travailleurs des deux sexes, les connaissances nécessaires à la pratique raisonnée, soit des métiers, soit des emplois de l'industrie et du commerce, en préparation suffisante pour continuer leurs études et suivre avec fruit les cours de spécialités des écoles industrielles et commerciales. » À défaut de subventions suffisantes et d'un nombre suffisant d'élèves, l'école industrielle voit ses cours suspendus en 1948 et ses portes fermées en 1955.
Au fil des années, plusieurs travaux sont entrepris afin d'agrandir les bâtiments scolaires primaires (deux nouvelles classes sont créées en 1912) et de réaffecter les logements professoraux en deux classes (1936). Le chauffage central est installé en 1974, mais en dépit de travaux ponctuels d'entretien, l'école du village se dégrade. Quelques décennies plus tard, un projet de reconstruction apparaît nécessaire et s'impose progressivement à l'esprit des autorités communales de Chapelle-lez-Herlaimont, dont Godarville dépend depuis 1977.  
Un nouveau complexe scolaire est donc bâti en 2019 sur la place communale, en lieu et place de l'école maternelle démolie pour raison de vétusté. Bâti sur deux niveaux (rez-de-chaussée réservé aux classes maternelles et premier étage destiné aux élèves de l'enseignement primaire), le bâtiment basse consommation d'énergie, accueille environ 100 élèves.

### Voies de communication et transports

#### Infrastructures routières
Godarville est accessible par les autoroutes   et la R3 (grand ring de Charleroi).

#### Transports en commun
Le village de Godarville est desservi par une ligne de bus portant le numéro 167, exploitée par le TEC Hainaut.

#### Gare ferroviaire

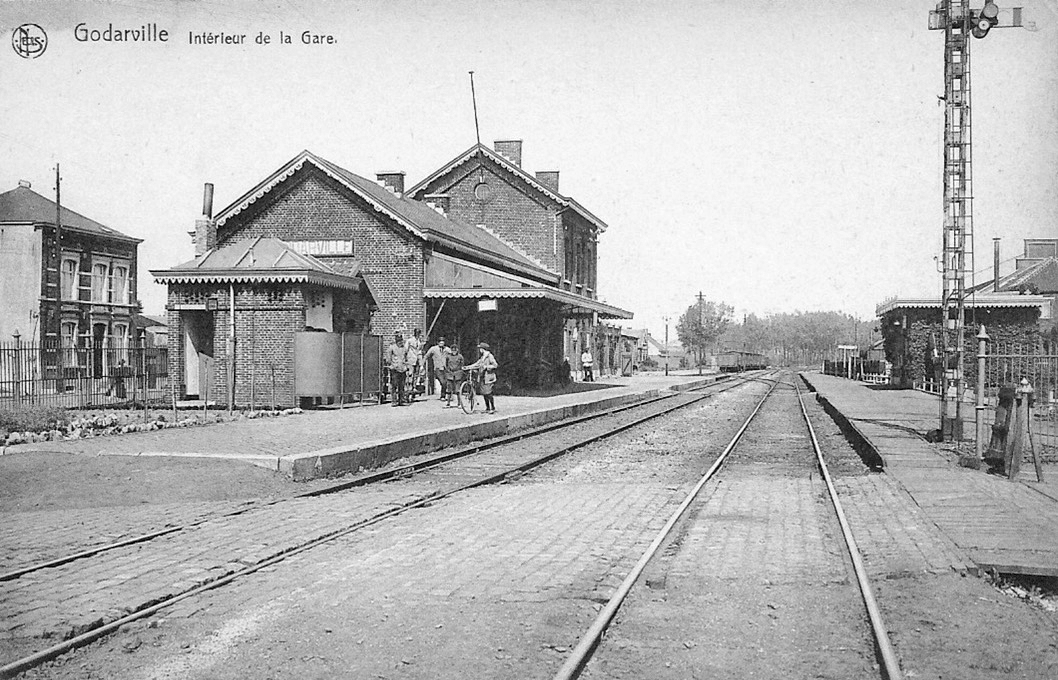
La gare de Godarville vers 1920.

Située sur la ligne 117, reliant Braine-le-Comte à Luttre, la gare de Godarville est mise en service le 1er janvier 1866 pour les voyageurs, bagages, marchandises et finances. Le bâtiment, actuellement désaffecté, date de 1881, il s'agit d'une des premières gare de plan type 1881. 
En 1885, la gare est élevée du rang de 5e classe à celui de 4e classe. Trois passages à niveau non gardés sont établis pour franchir la voie ferrée lorsqu'elle traverse les sentiers du village. En 1914, 25 trains s'arrêtent quotidiennement à Godarville. Le tunnel ferroviaire de Godarville, à voie unique, construit en 1841, est remplacé par une large tranchée permettant l'électrification de la ligne et le dédoublement des voies de 1971 à 1973. 
Après la fermeture des guichets dans les années 1980, le bâtiment des recettes échappe à la démolition et se voit transformé en logements. En 1994, les fenêtres et issues du côté voies sont obstruées, tandis que l'aile de service à toit plat est modifiée en profondeur. Le bâtiment est, dès lors, devenu une simple halte ferroviaire. L'abri de quai en briques et en fer forgé est quant à lui été démoli dans les années 2010. Depuis la fermeture du bâtiment aux voyageurs, la « gare de Godarville » devient un point d'arrêt non gardé (PANG) à accès libre de la SNCB, desservi par des trains Suburbains (S62).

### Parc écologique Simone Veil
Depuis 2019, un parc écologique de 19 000 m2 nommé « Simone Veil » est en cours de création dans un quartier en pleine évolution, non loin de la gare, entre la rue du Ruisseau et la rue des Martyrs. Cette structure s'inscrit dans une volonté de redynamiser un quartier en transition et d'améliorer le cadre de vie. Le parc est destiné à offrir aux familles un lieu de détente. Il doit être planté d'essences de bois sélectionnées, des arbres fruitiers, framboisiers, et groseilliers, afin que la population puisse en profiter. Une ruche et des habitats pour insectes doivent permettre à l’ensemble du site de répondre aux aspects pédagogiques du projet.

### Folklore et légendes
Un petit cortège carnavalesque a lieu le premier dimanche de mai. Il constitue la seule trace de folklore local subsistante (2022). Auparavant, une foire avait lieu le 3e dimanche de juillet et une fête communale se tenait durant trois jours à la fin septembre.

#### Les sorcières
Jusqu'au début du XXe siècle, Godarville était réputé pour la présence de sorcières, censées exercer leurs manipulations sur les locaux.

Les habitants utilisaient la formule suivante (à gauche en wallon et à droite en français) : 
I pieût                                                                                          Il pleut           
El soleil  lût                                                    Le soleil luit
Les sourcières sons’t’à Fèlû                         Les sorcières sont à Feluy
Qui ramass’tent tous les ûs »                       Qui ramassent tous les œufs 

#### Les nutons
À Godarville, la légende rapporte que les nutons vivaient dans des creux de terrains en forme d'entonnoirs, des trous sans fond produits par les sables mouvants.

### Sports et loisirs

#### Balle pelote

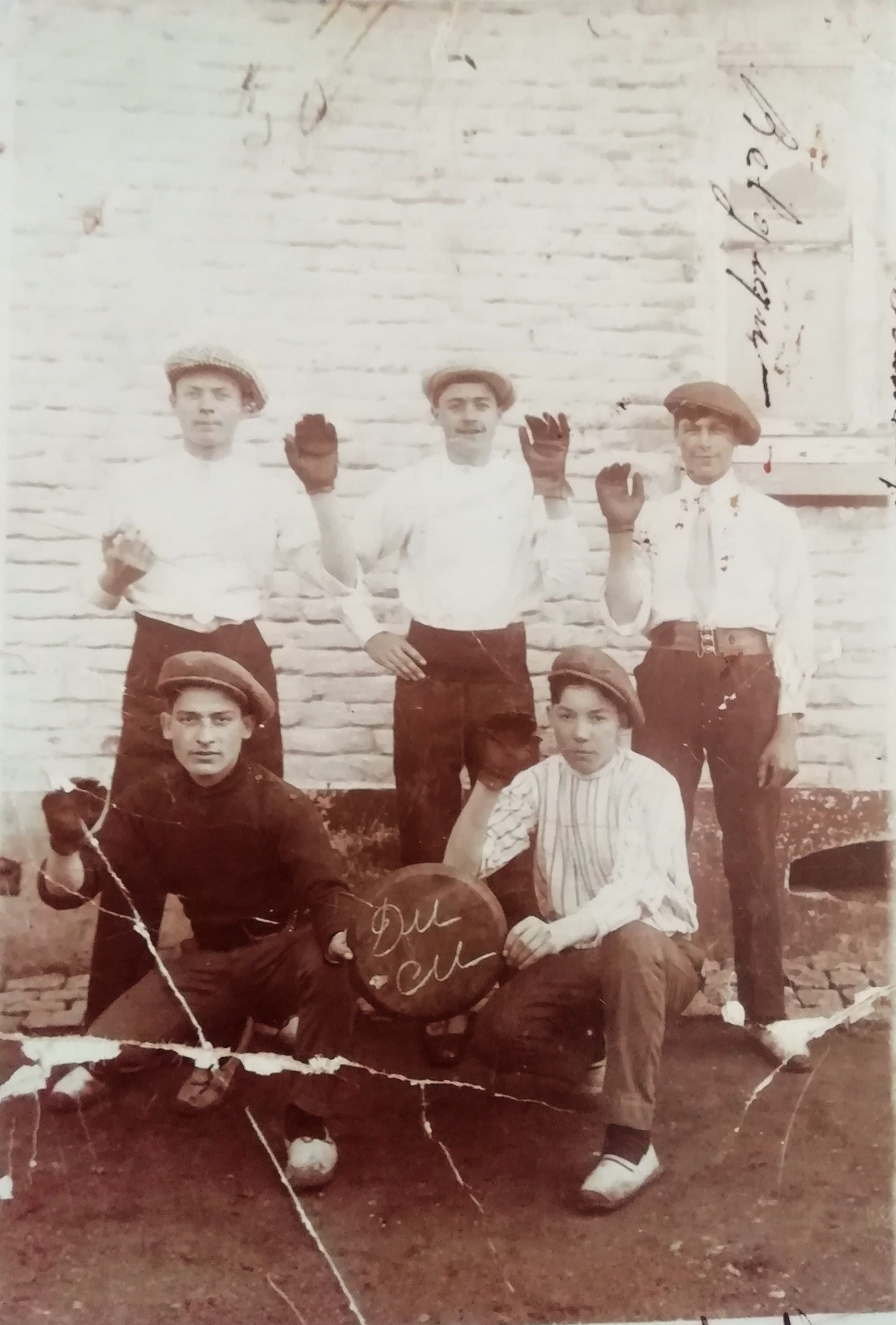
Une équipe de balle pelote à Godarville en 1916.

La balle pelote est un sport collectif d’extérieur, de la famille des jeux de paume. C’est un jeu de gagne-terrain, populaire dans la partie ouest de la Belgique, et notamment dans le Hainaut. Ce sport est pratiqué à Godarville dès le début du XXe siècle et jusqu'au moins 1940.

#### Colombophilie
Des Godarvillois pratiquent la colombophilie depuis la fin du XIXe siècle, un sport qui organise des concours locaux, régionaux et nationaux. Avant la Guerre de 1914-1918, plusieurs amateurs se rendent régulièrement au « Club du mardi » à Trazegnies afin d'assister à la mise en loges des pigeons voyageurs prêts à concourir.

#### Domaine de Claire-Fontaine

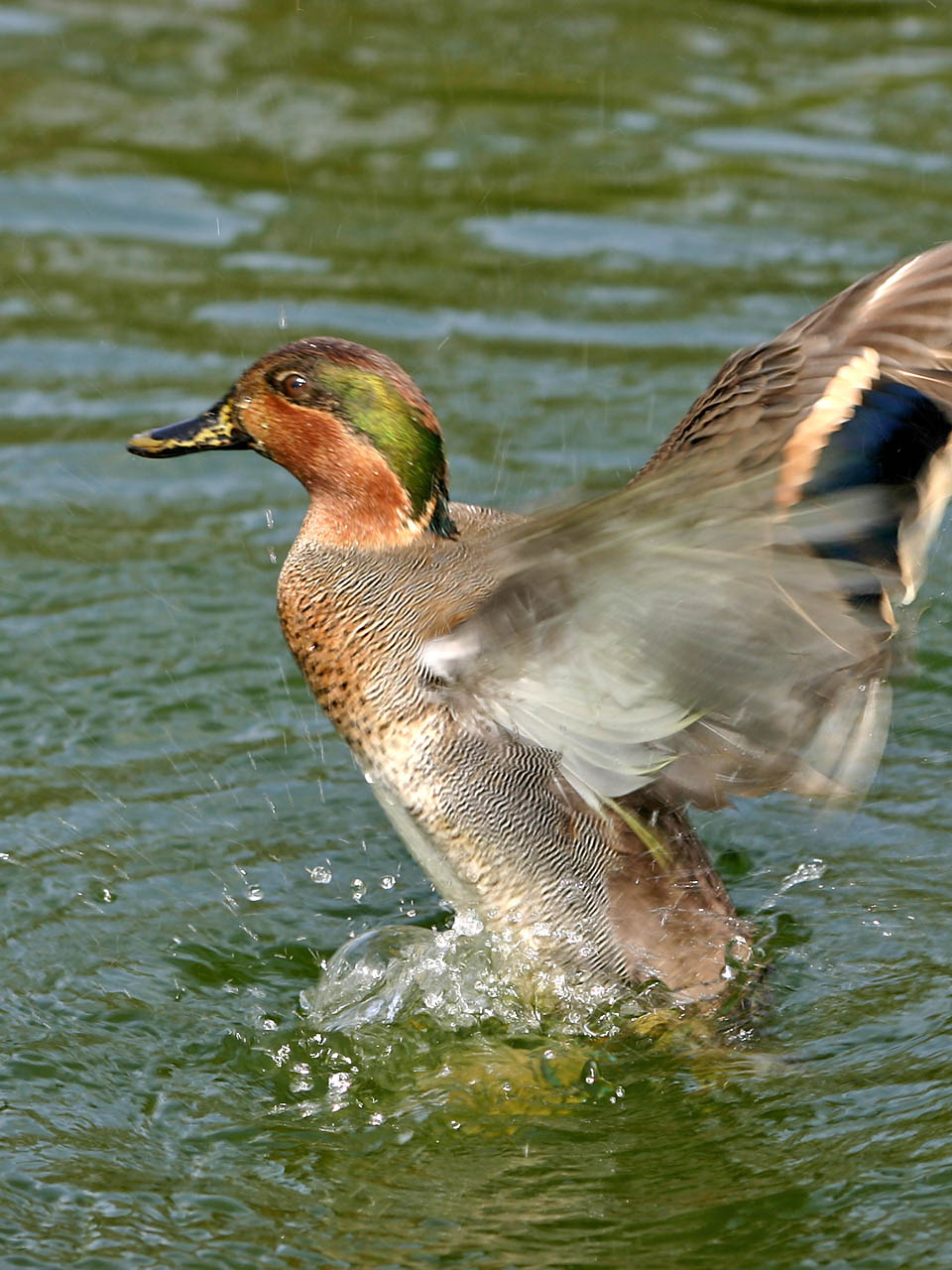
Une sarcelle d'hiver, telle qu'observée à Claire-Fontaine en 2014.

En 1952, des terres provenant du nouveau canal Charleroi-Bruxelles (environ 1 350 tonnes) sont déversées dans les alentours de Godarville et Gouy-lez-Piéton. À la suite de ce travail un barrage se forme près du ruisseau de Claire-Fontaine, engendrant la création d’un lac artificiel qui porte dès lors le nom du ruisseau. Une dizaine d’années plus tard, Claire-Fontaine est devenu un centre de délassement géré par la province de Hainaut. Ce domaine comprend un lac de 6,4 ha. Y sont possibles des activités telles que la natation, de la pétanque, ainsi que des jeux pour enfants.
La réserve domaniale de Claire-Fontaine, d'une superficie de 60,98 ha, s'étend sur trois communes : Godarville, Gouy-lez-Piéton et Chapelle-lez-Herlaimont. Elle est considérée comme un site de grand intérêt biologique (SGIB) et bénéficie d'un classement en 1982. Son origine artificielle constitue une succession de milieux secs et humides. Ces derniers, davantage représentés, incluent des prairies mésophiles, friches sablonneuses, étangs et mares, roselières ou encore bois marécageux. La flore diversifiée offre plusieurs espèces remarquables tels l'orchis à larges feuilles et la pyrole à feuilles rondes. Les friches recèlent une entomofaune diversifiée. Environ 30 espèces de papillons de jour sont observables. De surcroît, la zone humide présente un intérêt ornithologique majeur (oiseaux nicheurs), ainsi qu'un intérêt faunistique grâce à quelques amphibiens et reptiles présents sur les lieux.

### Cultes

#### L'église Saint-Godard

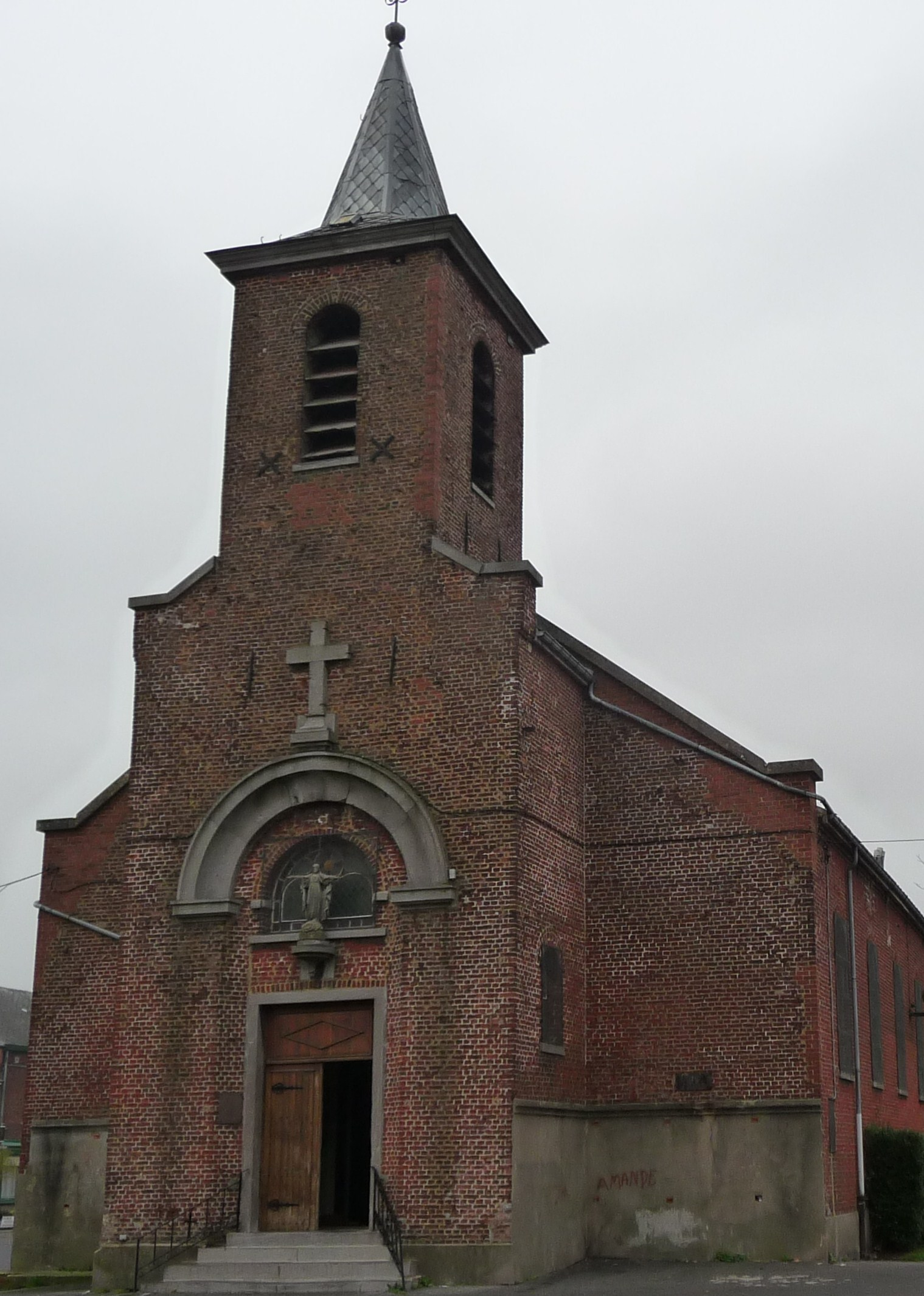
Église de Godarville édifiée en 1844.

Avant l'érection d'une église, les paroissiens assistaient à une messe basse, dite par le vicaire de Gouy-lez-Piéton dans le « salon Belle-Tête ». L'église actuelle (en 2022) a été dessinée par l'architecte provincial Edmond Gonthier ; elle est de style semi-classique. Les travaux ont été exécutés par l'entreprise Matton et Dumont. La bénédiction et la pose de la première pierre ont lieu le 5 août 1844. Le 1er janvier 1845, les paroissiens assistent à la première messe célébrée dans la nouvelle bâtisse. Le plan est d'architecture au sol est classique, il comporte une nef de cinq travées, des collatéraux et un chœur à chevet plat. Le doyen du canton de Seneffe est autorisé par l'évêque de Tournai à placer dans le tabernacle le « Très saint et vénérable sacrement ». L'église est dédiée à Saint-Godard, saint patron du village. 
Cependant, la circonscription d'une nouvelle succursale paroissiale de Gouy-lez-Piéton, clairement délimitée et portant la dénomination de « Godarville », n'est officialisée que lors de la promulgation d'un arrêté royal du 19 mars 1857.

#### Les chapelles et potales

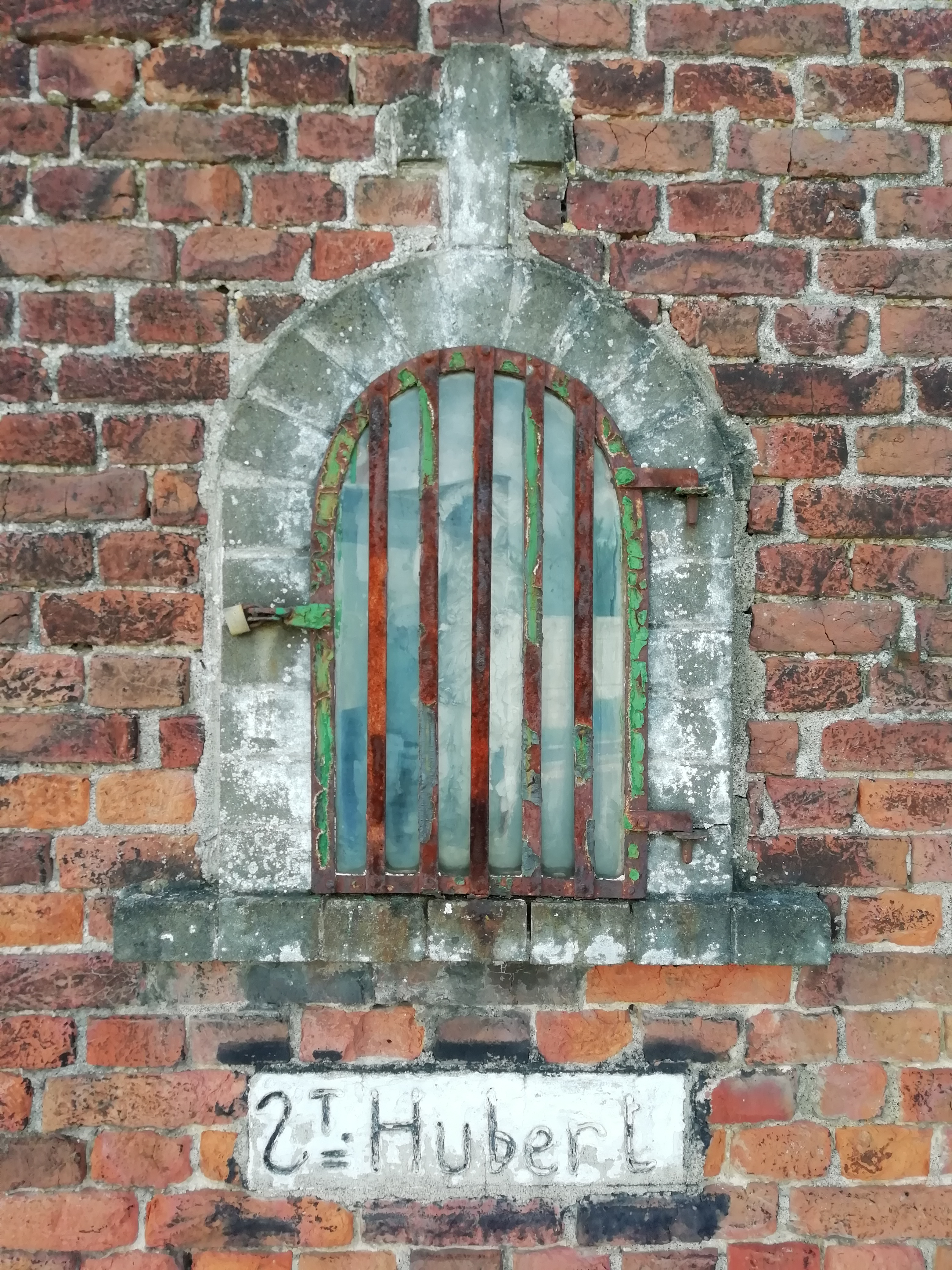
Potale Saint-Hubert à Godarville, édifiée avant 1865.

Il existe plusieurs chapelles et potales à Godarville. Elles sont liées à l'individu ou à la famille qui a pris l'initiative de leur construction. Tantôt, les intentions des constructeurs sont d'implorer le saint en vue d'obtenir une faveur ou de bénéficier de sa protection, tantôt, elles matérialisent un remerciement ou une grâce obtenue, :
- Chapelle du Saint-Sang (1830, disparue) ;
- Potale Saint-Hubert (rue de Nivelles, avant 1865) ;
- Chapelle Notre-Dame-de-Lourdes (rue Clemenceau, 1879) ;
- Chapelle Notre-Dame de Miséricorde (rue de l'Espinette, 1959) ;
- Chapelle Saint-Antoine (rue de Nivelles, 1982).

## Économie
L'industrialisation de Godarville aux confins des XIXe et XXe siècles constitue un phénomène à la fois tardif et éphémère, puisque la plupart des industries créées disparaissent avant les années 1980. Les industries de la commune sont axées sur la construction de matériel roulant ferroviaire, l'activité brassicole, les ateliers de modelage, les forges, les fabriques d'allumettes, ainsi que de petits ateliers à caractère familial relevant de l'artisanat : confection de chaussures, de biscuits ou de meubles.

### Les Ateliers de Godarville
En 1903, les Ateliers de Godarville sont créés près de la gare ferroviaire. Ils se spécialisent dans la fabrication de matériel roulant ferroviaire, et plus particulièrement des voitures pour voyageurs, des wagons à marchandises, des wagons réservoirs et des tenders, des tramways électriques et à vapeur. Les ateliers étendent aussi leur champ d'action aux appareils de voie, au matériel fixe de chemin de fer, aux charpentes et ponts métalliques, réservoirs, caissons, pièces mécaniques et cuivreries. Les usines, grandement endommagées durant la Guerre de 1914-1918, sont reconstruites et agrandies en 1919 et 1920. Le capital social est de 2 500 000 francs en 1923. Les nouvelles installations, sous la direction de Richard Mazza, emploient de 650 à 700 ouvriers répartis dans sept divisions : forges, atelier de construction, scierie et menuiserie mécaniques pour le montage des voitures, peinture et garnissage, cuivreries, fabrique de trains de roues et fonderie de fer. La manutention est assurée par une locomotive de 16 tonnes, une grue roulante à vapeur de 5 tonnes. Un transbordeur de 20 m de portée dessert les halls de montage, de menuiserie et de peinture. Les ateliers destinent leur production à la SNCB et exportent également leur matériel dans le monde entier : France, Italie, Russie, Brésil, Chili,.... 
En 1939, la société godarvilloise fusionne avec les Ateliers de Seneffe et devient la S.A. des Ateliers de la Croyère, Seneffe et Godarville avant de s'unir avec l'usine française de Raismes, dans le département du Nord pour s'appeler Société franco-belge et ferme ses portes en 1955-1956.

### Brasseries
Godarville compte trois brasseries, dont la dernière ferme ses portes peu avant 1930 : 
- La brasserie Saint-Godard, créée vers 1835 par Horufin Recloux, à la rue de Nivelles. Elle est ensuite exploitée par sa veuve à partir de 1865. Les installations sont modernisées en 1873 et comprennent dès lors une chaudière à vapeur. En 1890, Henri Wilmé dirige cette industrie jusqu'en 1898, avant Augustin Cosins qui la cède à Camille Lecomte, directeur du site de 1904 à sa fermeture en 1916[59].

- La brasserie Paulus, fondée vers 1890 par Jules Paulus à la rue Ferrer, qui produisait également des limonades et des sodas, jusqu'à sa fermeture vers 1929[60].

- La brasserie Seure, ouverte en 1893 par Félicien Seure à la rue de la Station. La guerre de 1914-1918 met fin, en 1915, à l'activité brassicole de la famille Seure qui se reconvertit dans la fabrication de tiges de chaussures[61].

### Autres industries

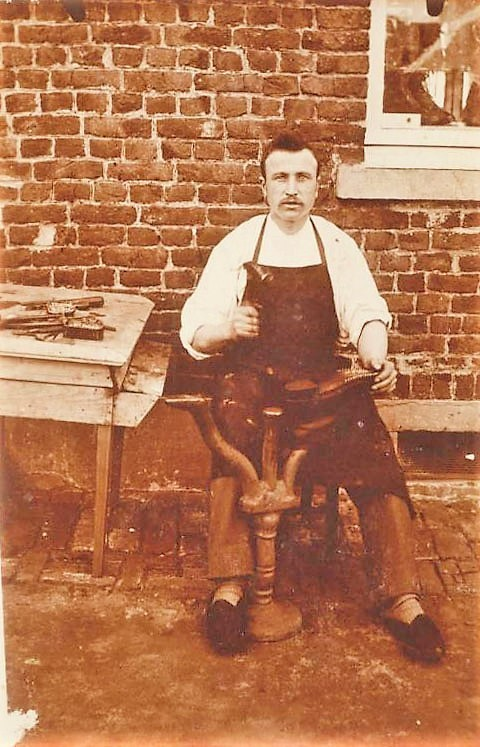
Un cordonnier à Godarville en 1914.

Godarville compte également, en 1922, les Ateliers de modelage (dirigés par Joseph Perniaux), la Fonderie Denis (créée vers 1893 et occupant dans l'entre-deux-guerres 60 ouvriers fermant ses portes en 1946) et les Grosses forges et estampages Bruyenbroeck qui cessent leurs activités avec ses huit ouvriers en juin 1978. 
La commune compte aussi dans l'entre-deux-guerres au moins deux fabriques d'allumettes. L'une, appelée « Union allumettière » est dirigée depuis 1912 par Jules Van Lul, avant de s'appeler en 1923 « Nouvelle Fabrique d'allumettes de Godarville La Fontaine » qui ferme ses portes en 1925. Une autre industrie allumettière est située à la rue Destrée et reconvertie après la Seconde guerre en garage automobile, puis en carrosserie. Une cimenterie est active durant la première moitié du XXe siècle. Il existe également une biscuiterie Robert à la rue de la Station et deux usines produisant des tiges destinées aux chaussures (fabrique Seure et fabrique Jacquart) avant la Guerre 1940-1945,.
Quelques autres ateliers de taille modeste sont actifs dans le village, comme l'atelier de confection de chaussures dirigé par Jules et Cécile Bilteryst à partir de 1913 et employant huit ouvrières jusqu'en 1918 à la rue Destrée, la menuiserie Alphonse Vanmalder-Embise, rue de la Liberté  ou encore la biscuiterie Robert, rue de la Station.

## Patrimoine

### Tunnel du canal de Godarville
Le tunnel de Godarville a été creusé de 1882 à 1885 pour la mise au gabarit du canal de Bruxelles à Charleroi de 70 à 300 tonnes. Il mesurait 1 050 m de long et permettait le passage de bateaux de 5 m de large et d’un tirant d’eau de 2,10 m. Les travaux ont été terminés en octobre 1885 pour un coût de 4 621 252 francs. Les péniches étaient halées par des chevaux. Lors de son amélioration pour porter le canal de Charleroi à 1 350 tonnes, il est désaffecté en 1958. Le tunnel recouvert d'une voûte ronde recèle des concrétions rares, telles que des mondmilchs bruns striés de noir. Le tunnel constituerait également un lieu d'hivernage pour les chauves-souris. Considéré comme le plus grand tunnel à bateaux de Belgique, il bénéficie du statut de monument classé en 1978.

### Les cimetières
En 1857, lorsque la paroisse de Godarville devient distincte de celle de Gouy-lez-Piéton, elle peut envisager de créer un cimetière réservé aux Godarvillois. C'est en 1860, qu'un terrain d'une contenance de 16,3 ares, longeant l'église de Saint-Godard, est affecté comme nouveau cimetière jusqu'en 1903. Un cloisonnement, matérialisé par une haie, sépare la section catholique de la partie protestante et de celle destinée aux défunts auxquels l'Église refuse une sépulture ecclésiastique. Progressivement quelques monuments funéraires sont érigés parmi les sépultures. Devenu trop exigu, le cimetière est délaissé au profit d'un nouveau lieu d'inhumation, créé hors du cœur du village, au lieu-dit Les Sablons et d'une superficie de 50 ares.

## Galerie photo

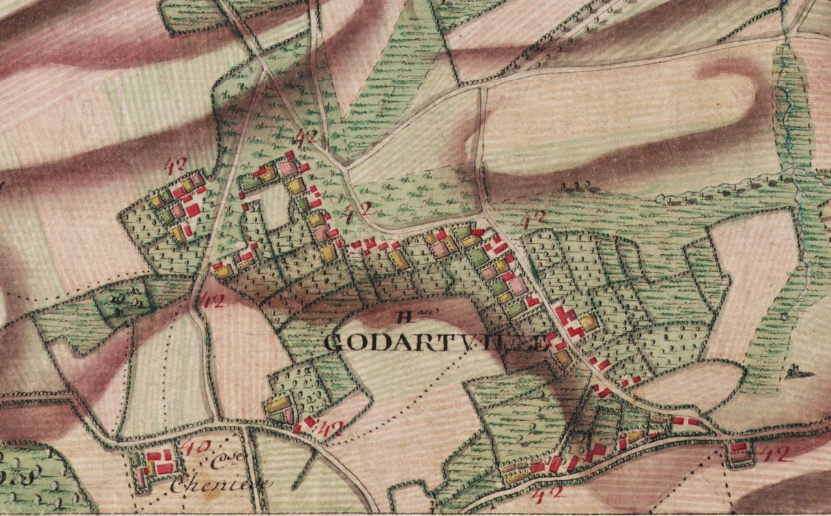
Godarville en 1777 (carte Ferraris).
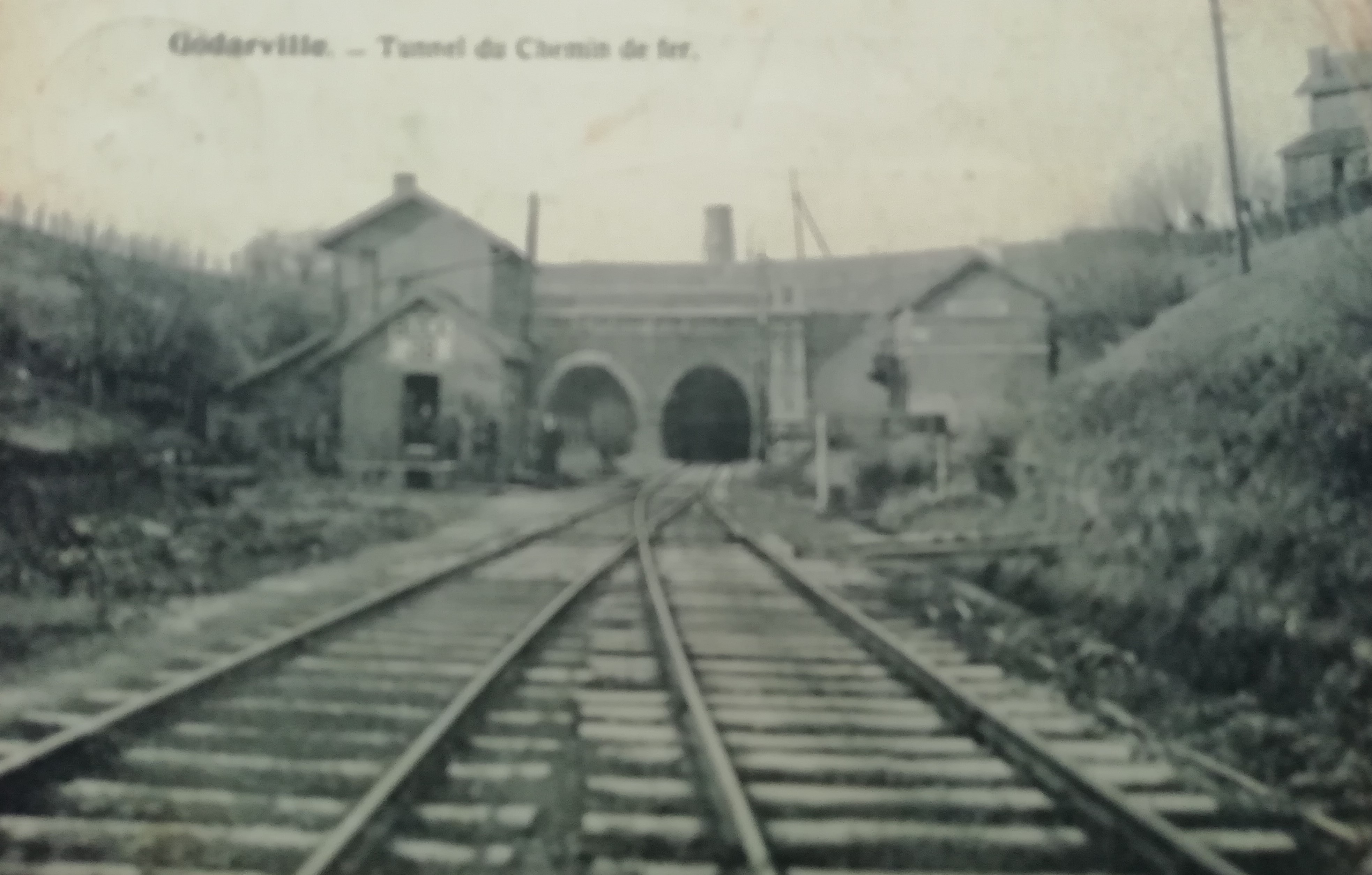
Godarville - tunnel du chemin de fer vers 1930.
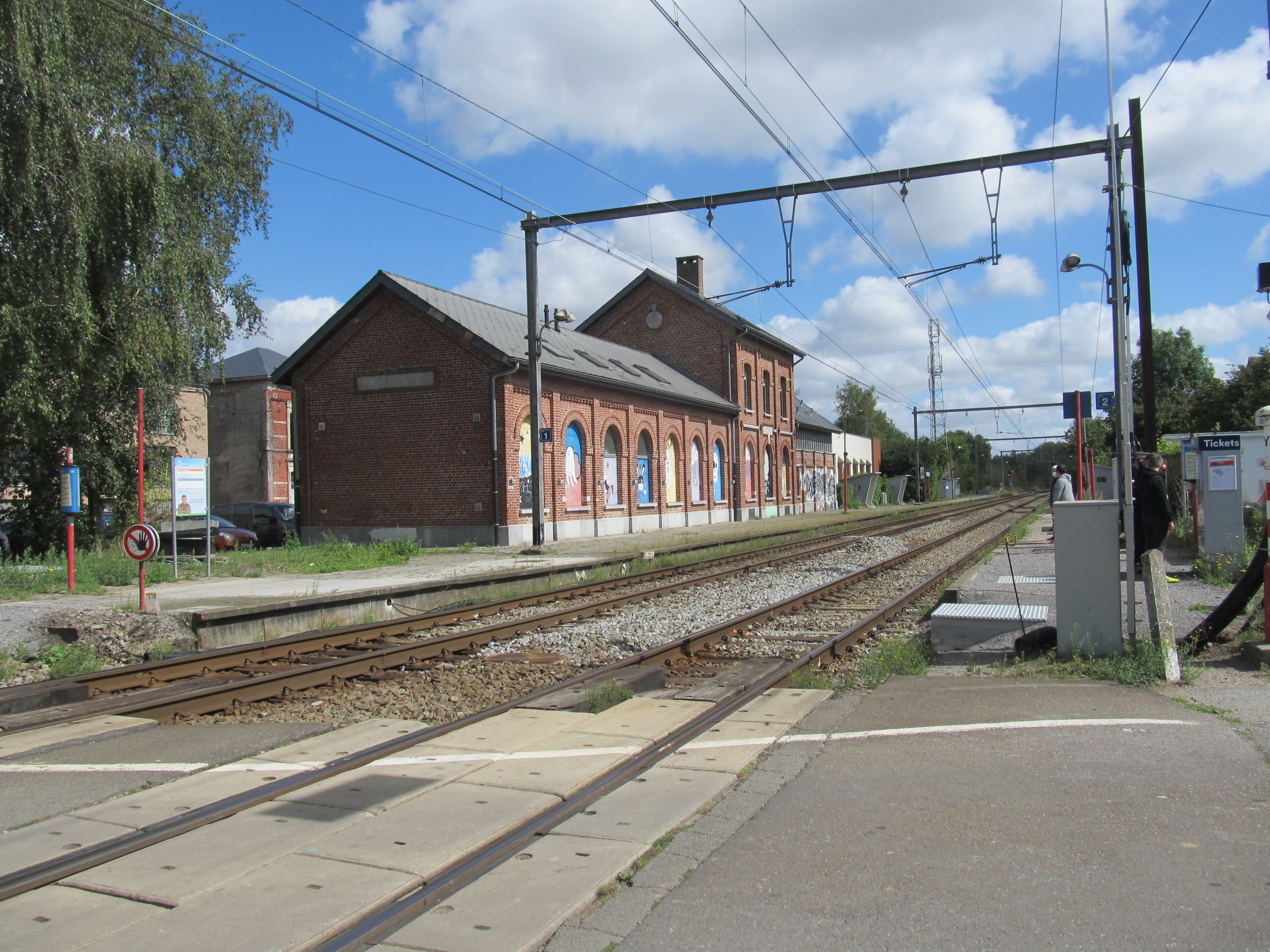
Gare de Godarville.
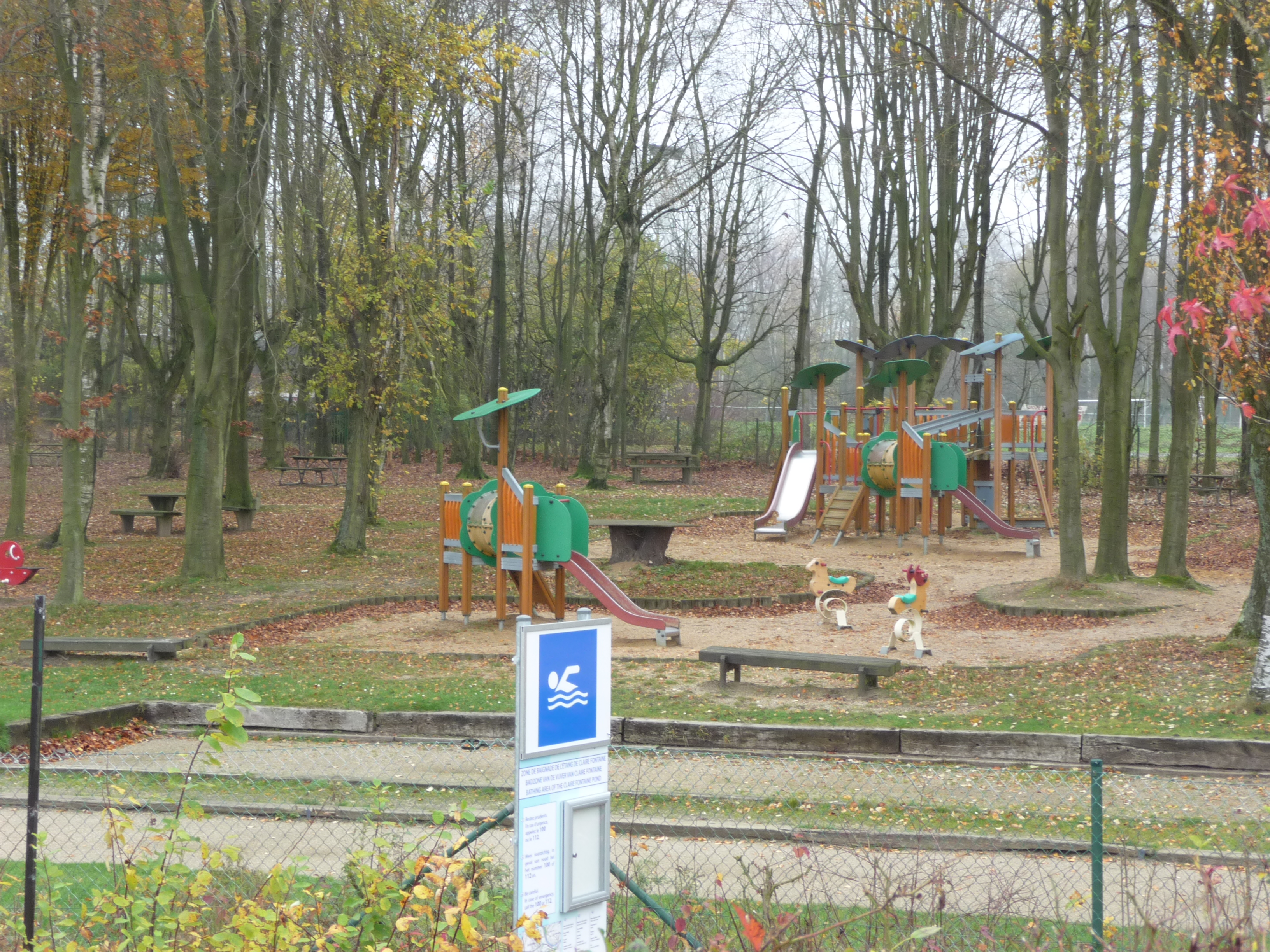
Domaine de Claire-Fontaine.
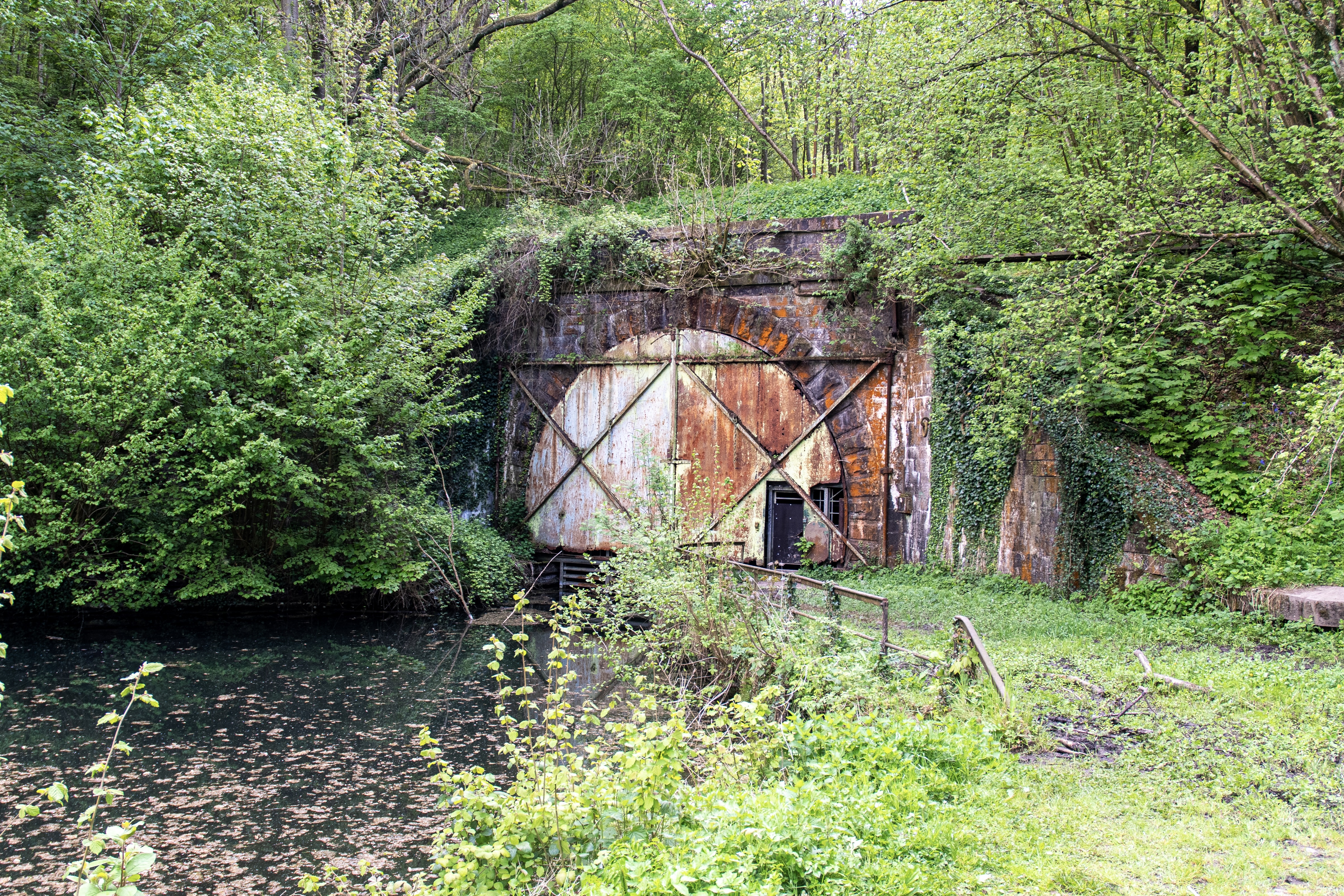
Porte nord du Tunnel de Godarville